# Ишалино (посёлок при станции, Челябинская область)
Иша́лино — посёлок железнодорожной станции в Аргаяшском районе Челябинской области России. Административный центр Ишалинского сельского поселения. Согласно переписи 2020 года население составляло 1933 человека.

## География
Ближайшие населённые пункты: деревни Ишалино и Каратуган. Расстояние до районного центра Аргаяша 14 км. Озеро Ишалино находится рядом с одноимённой деревней.

## История
Основан при железнодорожной станции в 1896 году, во время строительства железной дороги Екатеринбург — Челябинск. Первоначально носил название Барый — в честь погибшего здесь красноармейца.

## Население
| 2002 | 2010  |
| ---- | ----- |
| 1895 | ↗2089 |

(в 1970 — 588, в 1983 — 1237, в 1995 — 1941)
По данным Всероссийской переписи, в 2010 году численность населения посёлка составляла 2089 человек (957 мужчин и 1132 женщины).
Национальный состав:
Всероссийская перепись населения 2002 года.
Башкиры - 50%
Русские - 40% Татары-10%

## Улицы
Уличная сеть посёлка включает около 30 улиц.

## Транспорт
В посёлке находится одноимённая ж/д станция, которая является промежуточной железнодорожной станцией 5-го класса Южно-Уральской железной дороги.

## Инфраструктура
- Фельдшерский акушерский пункт
- ЗАО «Уралбройлер»

## Религия
В посёлке есть мечеть.